# Cephaloleia castanea
Cephaloleia castanea es un coleóptero de la familia Chrysomelidae.
Fue descrita científicamente en 1929 por Pic.